# 변진섭
변진섭(卞眞燮, 1966년 7월 30일 ~ )은 대한민국의 싱어송라이터이다. 발라드의 레전드라는 닉네임으로 1980년대 후반의 전성기를 누렸다.

## 생애 및 경력
서울에서 태어나 배문고등학교와 경희대학교 농학과를 졸업했다. 경희대학교 재학 시절 중앙동아리 밴드인 '탈무드'에서 음악을 시작하였다. 1987년 "우리의 사랑 이야기"로 MBC 신인 가요제에 참여하여 수상을 한 것이 계기가 되어서 연예계에 데뷔하였다.
변진섭은 1988년 데뷔곡 홀로 된다는 것이 히트하면서 스타의 반열에 올랐으며, 이후 1989년 2집 앨범 《너에게로 또다시》를 비롯하여, 《희망 사항》, 《로라》, 《숙녀에게》, 《우리의 사랑이 필요한 거죠》 등 수록곡 모두가 큰 인기를 모았다. 큰 인기에 힙입어 1990년 최수종 하희라 주연의 영화 《너에게로 또 다시》에 출연하기도 하였다. 다만 윤상으로부터 받았던 곡 《로라》는 표절 판정을 받았다는 오점이 있다.
1989년에 발매된 2집 앨범은 대한민국에서 큰 인기를 끌었다. 1990년에는 가수왕을 차지하였다. 다만 이러한 히트에도 불구하고 본인이 인기에 크게 연연하지 않은 것 때문에, 이후에는 음악 트렌드가 변동하면서 존재감을 잃어 갔다.
2008년에는 SBS 러브FM 《변진섭의 기분 좋은 밤》의 DJ가 되었다. 12년 만에 다시 라디오 DJ가 된 것이다. 영화 《우리 생애 최고의 순간》주제곡 화이팅과 MBC 《내 생애 마지막 스캔들》 주제곡 사랑이 올까요로 많은 사랑을 받았다.
한편, 2002년 11월 7일 음주상태에서 승용차를 운전한 혐의(도로교통법 위반)로 불구속 입건되어 100일간 면허가 정지됐는데  변진섭의 배문고등학교 2년 선배인 이재룡은 2003년 3월 21일 음주상태에서 운전하다 사고를 냈으나 음주측정을 거부한 혐의(도로교통법 위반)로 불구속입건되어 면허가 취소됐다.
변진섭은 2008년 12월 26일 제1회 변진섭 동문회라는 대중 문화와 송년 문화를 접목시킨 새로운 컨셉의 콘서트를 열었다. 2010년에는 2010-2011 변진섭 전국 투어 콘서트 더 발라드를 개최하였다.
2012년에는 MBC 《일밤 나는 가수다 2》에 출연하여, 《비와 당신》, 《별리》로 감동가수로 선정됐다.
한때 연기자 최진실과 교제했으나, 결별했다.

## 가족관계
12세 연하의 아티스틱스위밍 국가대표 선수 출신의 이주영과 결혼했다. 현재 이주영은 아티스틱스위밍 지도자로 활동 중이다. 두 사람을 이어 준 사람은 마라톤선수 황영조다.
슬하에 2남을 두고 있으며, 모두 체육계에서 활동하고 있다. 장남 변재성은 태권도 선수이며, 차남 변재준은 아티스틱스위밍 선수다. 차남은 대한민국에서 보기 드문 남자 아티스틱스위밍 선수로, 이주영의 종목을 이어받아 아티스틱스위밍 선수로 활동 중이다.

## 학력
- 서울상도초등학교 졸업 (1979년)
- 영등포중학교 졸업 (1982년)
- 배문고등학교 졸업 (1985년)
- 경희대학교 농목학과 학사

## 음반 목록

### 정규 음반
1. 《1집 홀로 된다는 것》 (1988.6.15, HKR)
2. 《2집 너에게로 또 다시》 (1989.10.25, 현대음향)
3. 《3집 어떤 이별》 (1990.11, 서울음반)
4. 《4집 너와 함께 있는 이유》 (1991.10, 서울음반)
5. 《5집 그대 내게 다시》 (1992.11, 서울음반)
6. 《6집 Image 94' - 니가 오는날》 (1994.09, 서울음반)
7. 《7집 Again》 (1996.06, 태성음반)
8. 《8집 논픽션》 (1998.03, 예당음향)
9. 《9집 20B》 (1999.10, 유니버설 뮤직 그룹)
10. 《10집 He'story》 (2004.10, 신나라 뮤직)
11. 《11집 Drama》 (2007.10, 서울음반)
12. 《12집 타임리스》 (2015.12.12, 다날 엔터테인먼트)

### 그 외
- 《날아라 슈퍼보드》 OST (1990년)
- 변진섭 애창곡집 (1992년)
- 변진섭 골든베스트 (1992년)
- 변진섭 · 신해철 (1994년)
- 변진섭 골든앨범 (1995년)
- 변진섭 10주년 기념 앨범 (1997년)
- 변진섭 Best (2002년)
- 《유리화》 OST (2004년)
- 변진섭 Best 2006 (2006년)
- 《있을 때 잘해!!》 OST (2007년)
- 화이팅 (New ver.) (2008년)
- 《내 생애 마지막 스캔들》 OST (2008년)
- 변진섭 미니앨범 (EP) 《눈물이 쓰다》 (2010년)
- 《지고는 못살아》 OST (2011년)
- 《TV소설 은희》 OST (2013년)
- 《파랑새의 집》 OST (2015년)
- 《여자의 비밀》 OST (2016년)
- 《언니는 살아있다》 OST (2017년)
- 《세상에서 제일 예쁜 내 딸》 OST (2019년)

## 수상 내역
| 연도   | 수상 내역 |
| ------ | --- |
| 1988년 | - 골든디스크 신인상 - 《홀로 된다는 것》 |
| 1989년 | - 골든디스크 대상 - 《너무 늦었잖아요》 - MBC 10대 가수 가요제 본상 - KBS 가요대상 본상                                                                                   |
| 1990년 | - 골든디스크 대상 - 《너에게로 또다시》 - 서울가요대상 대상 - 《너에게로 또다시》 - MBC 10대 가수 가요제 대상 - 《희망사항》 - 뮤직박스 가요대상 대상 - KBS 가요대상 본상 |
| 1991년 | - KBS 가요대상 본상 |

### 가요 프로그램 1위
| 연도             | 수상 내역 (총 15회) |
| ---------------- | --- |
| 1989년 (총 2회)  | - 홀로 된다는 것 (총 2회) - 1월 25일 KBS 《가요톱텐》 1위 - 2월 8일 KBS 《가요톱텐》 1위 (통산 2주) |
| 1990년 (총 13회) | - 너에게로 또 다시 (총 2회) - 2월 21일 MBC 《쇼네트워크》 1위 - 2월 25일 KBS 《가요톱텐》 1위 - 희망사항 (총 11회) - 3월 4일 KBS 《가요톱텐》 1위 - 3월 11일 KBS 《가요톱텐》 1위 - 3월 14일 MBC 《쇼네트워크》 1위 - 3월 18일 KBS 《가요톱텐》 1위 - 3월 21일 MBC 《쇼네트워크》 1위 - 3월 25일 KBS 《가요톱텐》 1위 - 3월 28일 MBC 《쇼네트워크》 1위 - 4월 1일 KBS 《가요톱텐》 1위 (5주 연속) (골든컵) - 4월 4일 MBC 《쇼네트워크》 1위 - 4월 11일 MBC 《쇼네트워크》 1위 - 4월 18일 MBC 《쇼네트워크》 1위 (6주 연속) |

## 방송
- 1995년 KBS2 《가족오락관》 게스트
- 1996년 KBS1 《TV는 사랑을 싣고》 게스트
- 2016년 MBC 《무한도전》466, 467, 468회 게스트
- 2023년 KBS1 《아침마당》 9521회, 화요초대석 게스트
- 2024년 MBC 《라디오스타》 859회, 게스트

## 광고
- 1989년 케잌 가루가 소르르~ 감미로운 CM송을 직접 부르고 출연한 크라운 <크라미 비스킷>
- 1990년 대우전자 아이큐슈퍼 컴퓨터

## 같이 보기
- 이문세
- 신승훈
- 김완선